# Juan Demóstenes Arosemena (Panama)
Juan Demóstenes Arosemena – miasto w Panamie, w prowincji Panama Zachodnia.